# Sapientza

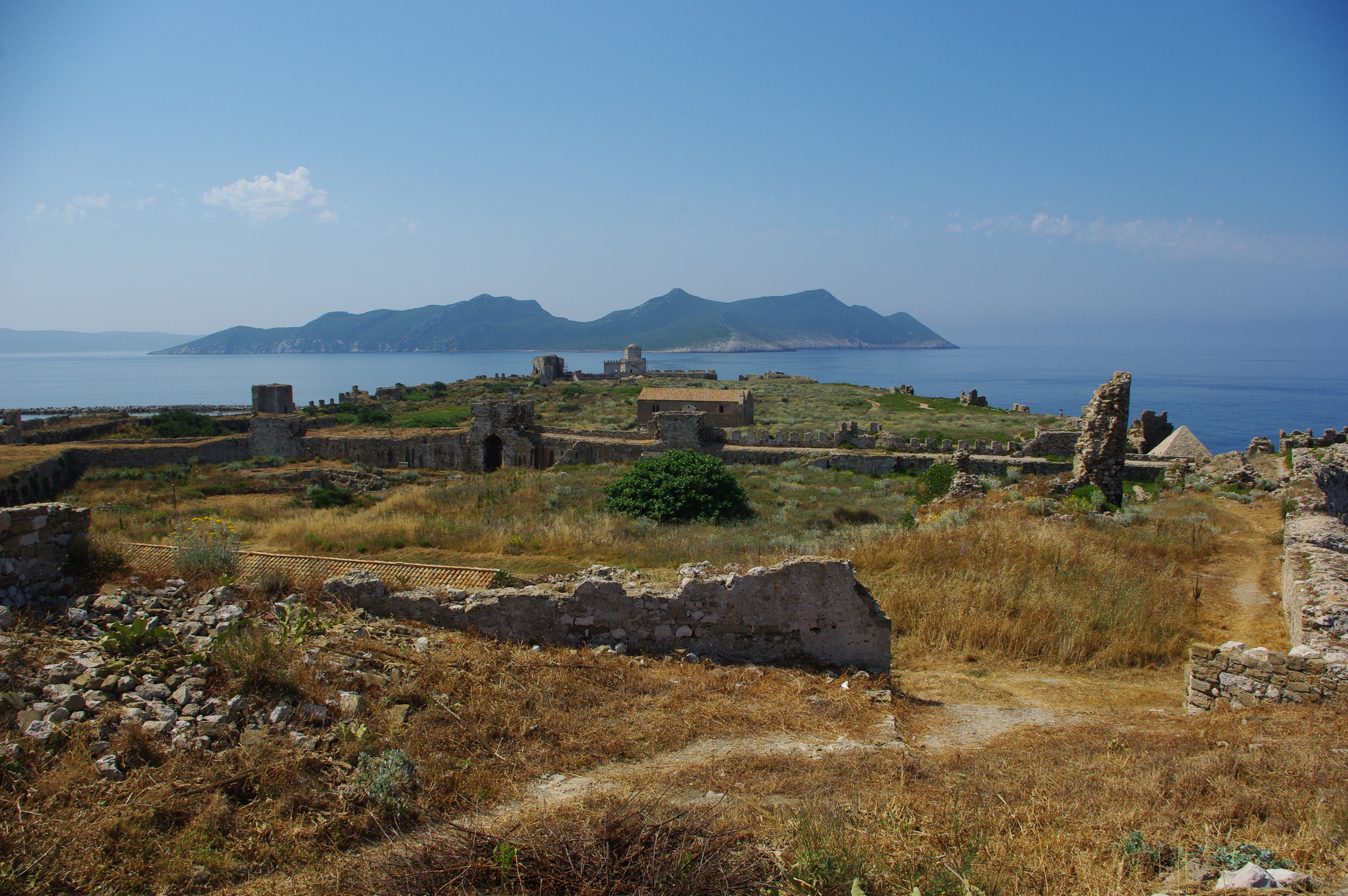
Blick über Alt-Methoni zur Insel Sapientza

Sapientza (griechisch Σαπιέντζα (f. sg.), italienisch Sapienza) ist eine unbewohnte, griechische Insel vor der Südwestküste der Peloponnes-Halbinsel. Sie liegt im Mittelmeer etwa 2 km südlich der Hafenstadt Methoni (Messenien) und zählt zu den Inousses innerhalb der Ionischen Inseln.
Einer der ältesten Wälder (um 15.000 Jahre) des Mittelmeerraums steht hier.
Auf der Ostseite von Sapientza befindet sich ein wettergeschützter Ankerplatz (Baia Longos) mit Spuren antiker Niederlassungen; diese waren einst von Seeräubern bewohnt.
Am südlichsten Punkt der Insel bietet ein 26 m hoher, achteckiger Leuchtturm für von Westen anfahrende Schiffe ein weit sichtbares Leuchtfeuer.